# رئیس ستاد نیروی زمینی پاکستان
رئیس ستاد نیروی زمینی پاکستان (اردو: سالارِ افواجِ برّیِ پاکستان) بالاترین جایگاه نظامی در نیروی زمینی پاکستان است، که فرماندهی بر کلیه سپاه‌ها، لشکرها و تیپ‌های زمینی این کشور را برعهده دارد. رئیس ستاد نیروی زمینی پاکستان توسط نخست‌وزیر پاکستان انتخاب و توسط رئیس‌جمهور پاکستان منصوب می‌شود.
ستاد نیروی زمینی پاکستان توسط یک ژنرال چهار ستاره اداره می‌شود، که عضو کمیته مشترک نیروهای مسلح پاکستان است و اغلب با رئیس کمیته مشترک مشورت می‌کند، همچنین به‌عنوان مشاور نظامی نخست‌وزیر پاکستان و دولت این کشور، در راستای دفاع از مرزهای زمینی کشور عمل کند. رئیس ستاد نیروی زمینی مسئولیت فرماندهی و کنترل عملیاتی، رزمی، لجستیکی و آموزشی در نیروی زمینی پاکستان را برعهده دارد.
رئیس ستاد نیروی زمینی پاکستان به توصیه نخست‌وزیر و با حکم رئیس‌جمهور پاکستان برای یک دوره ۳ ساله منصوب می‌شود و تا یک دوره ۳ ساله دیگر نیز قابلیت تمدید دارد. رئیس ستاد نیروی زمینی در ستاد کل مستقر است و رئیس فعلی آن ژنرال عاصم منیر است که از ۲۹ نوامبر ۲۰۲۲ در این سمت فعالیت می‌کند.